# Lepidium inyangense
Lepidium inyangense är en korsblommig växtart som beskrevs av Bengt Edvard Jonsell. Lepidium inyangense ingår i släktet krassingar, och familjen korsblommiga växter. Inga underarter finns listade i Catalogue of Life.